# Seznam vrcholů ve Frýdlantské pahorkatině

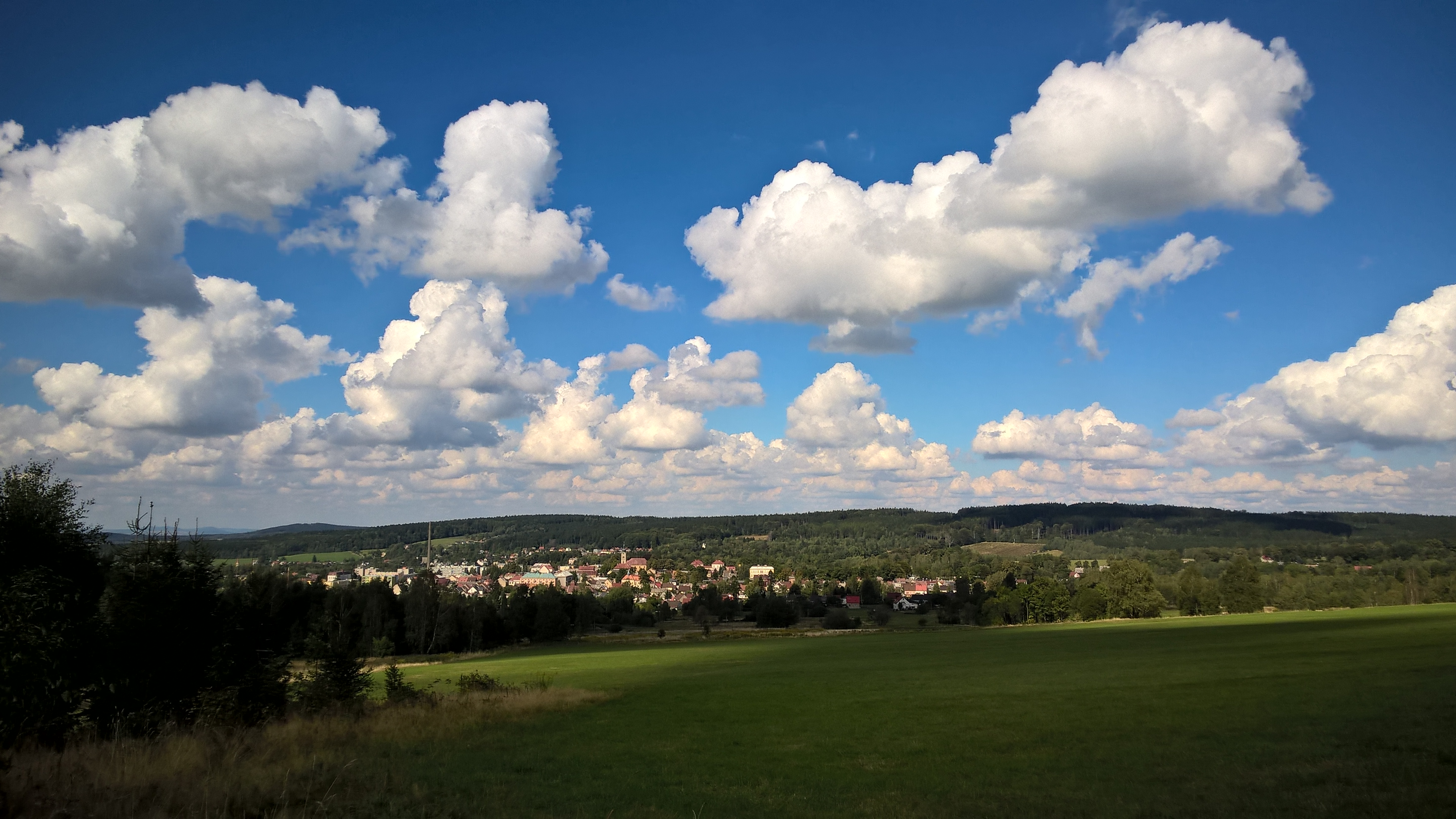
Hřebenáč (567 m)

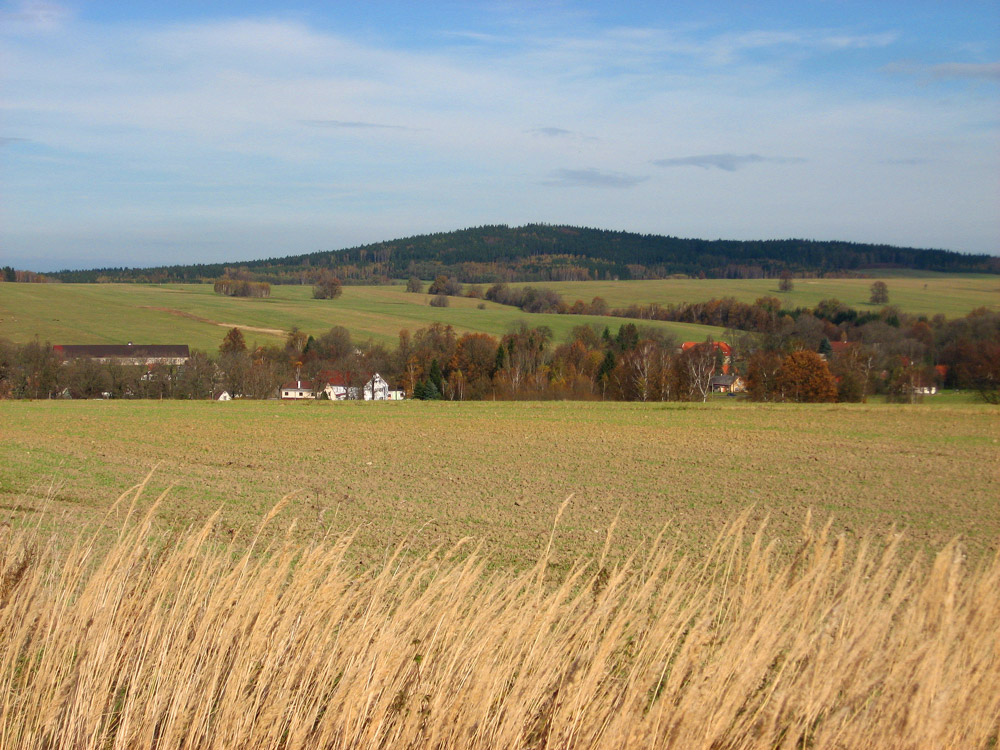
Humrich (513 m)

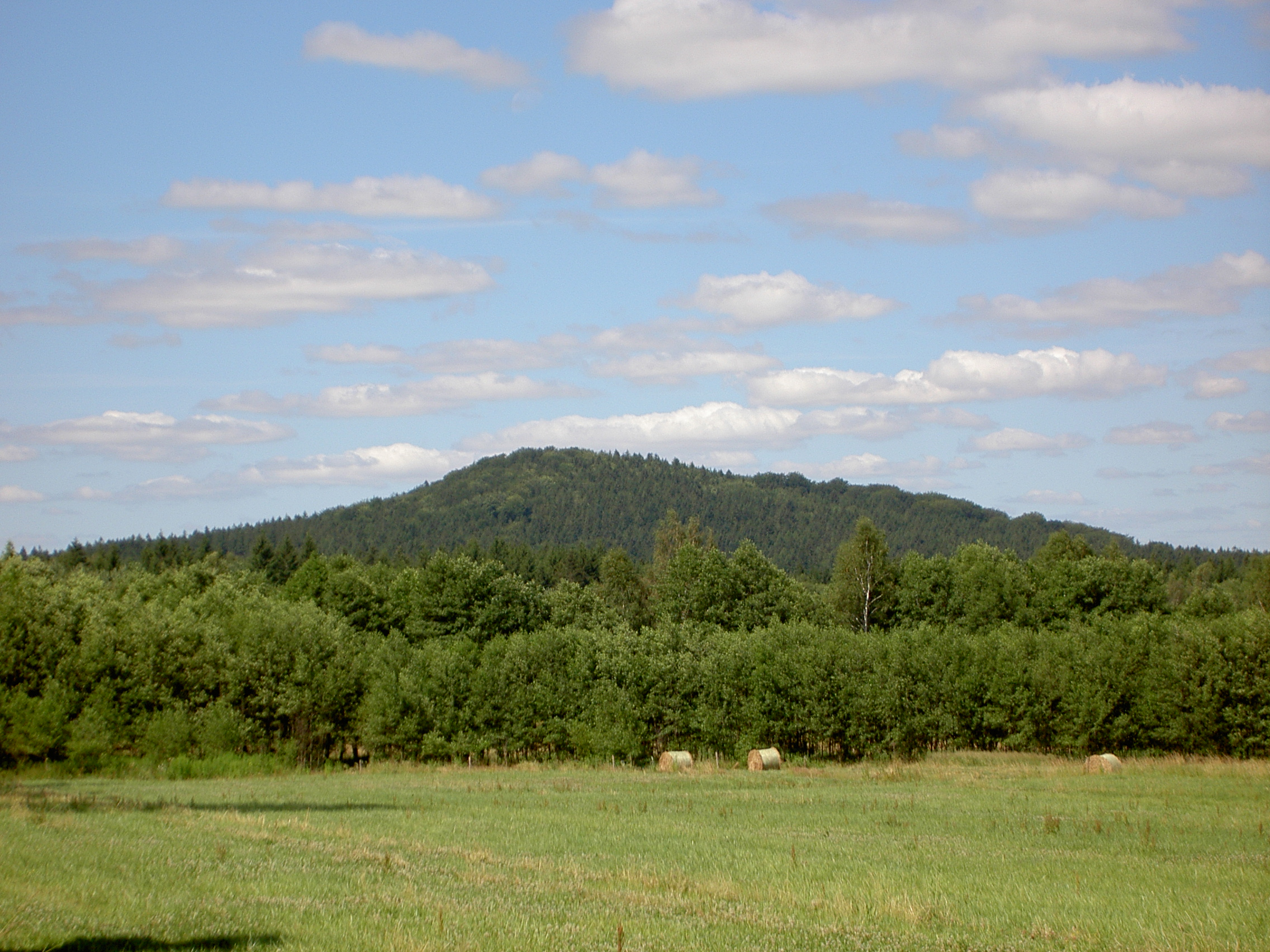
Chlum (495 m)

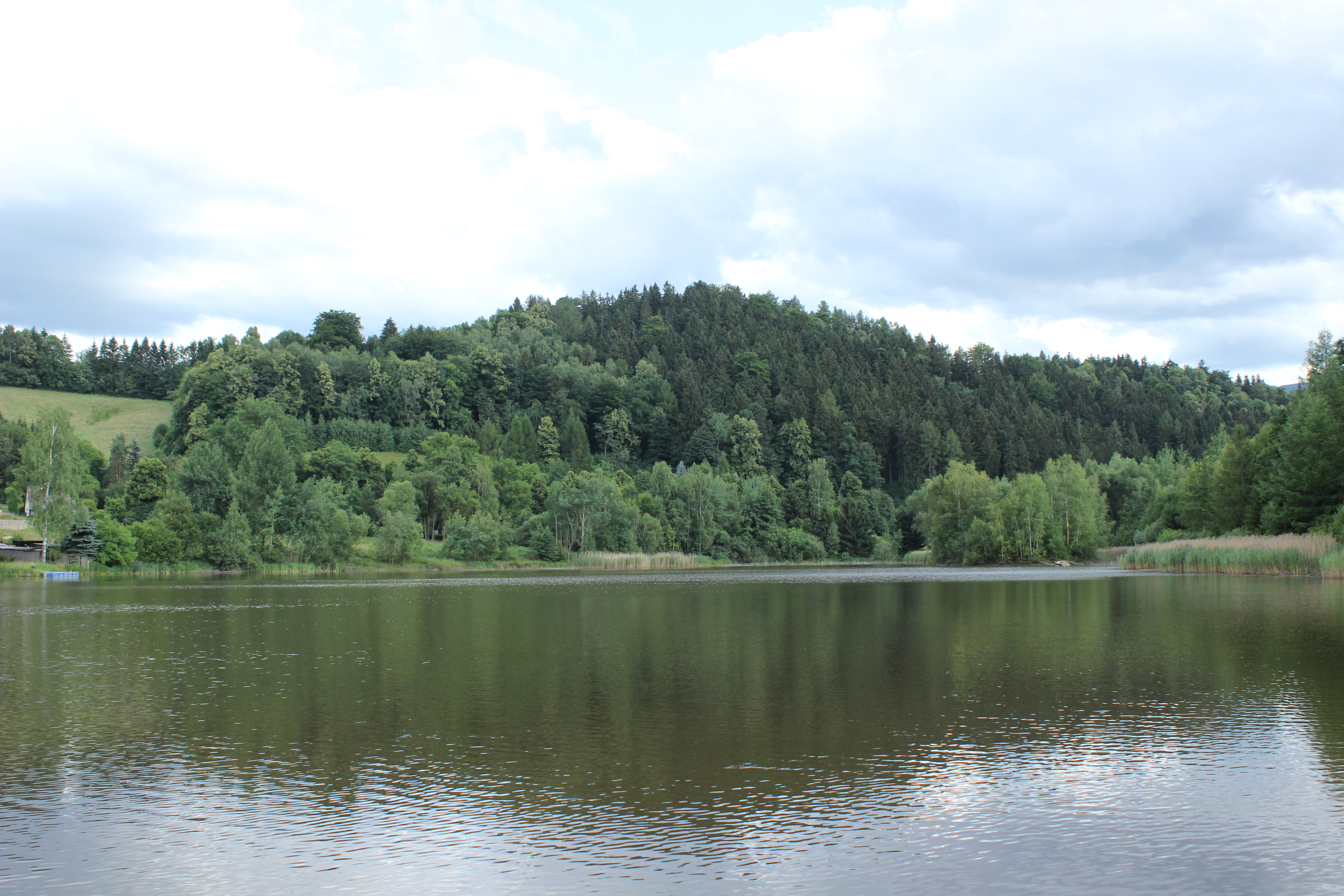
Dubový vrch (474 m)

Seznam vrcholů ve Frýdlantské pahorkatině obsahuje pojmenované frýdlantské vrcholy s nadmořskou výškou nad 400 m nebo s prominencí nad 100 metrů. Seznam je založen na údajích dostupných na stránkách Mapy.cz a ze základních map ČR. Jako hranice pohoří byla uvažována hranice stejnojmenného geomorfologického celku. Seznam postihuje pouze českou část pohoří.

## Seznam vrcholů podle výšky
Seznam vrcholů podle výšky obsahuje pojmenované vrcholy s výškou nad 400 m n. m. Nejvyšší je Andělský vrch (573 m n. m.) v okrsku Hejnická pahorkatina.
| #   | Vrchol                  | Výška m n. m. | Souřadnice                       | Okrsek                  | Přístup                                             |
| --- | ----------------------- | ------------- | -------------------------------- | ----------------------- | --------------------------------------------------- |
| 1.  | Andělský vrch           | 573           | 50°55′55″ s. š., 15°16′03″ v. d. | Hejnická pahorkatina    | neznačeno                                           |
| 2.  | Hřebenáč                | 567           | 50°56′18″ s. š., 15°14′24″ v. d. | Hejnická pahorkatina    | neznačeno                                           |
| 3.  | Nad nádražím            | 522           | 50°56′47″ s. š., 15°13′00″ v. d. | Hejnická pahorkatina    | neznačeno                                           |
| 4.  | Humrich (býv. Vyhlídka) | 513           | 50°58′18″ s. š., 15°10′13″ v. d. | Bulovská pahorkatina    | neznačeno                                           |
| 5.  | Chlum                   | 495           | 50°54′49″ s. š., 15°09′25″ v. d. | Hejnická pahorkatina    | neznačeno                                           |
| 6.  | Pekelský vrch           | 487           | 50°53′39″ s. š., 15°10′02″ v. d. | Hejnická pahorkatina    | neznačeno                                           |
| 7.  | Dubový vrch             | 474           | 50°53′29″ s. š., 15°10′37″ v. d. | Hejnická pahorkatina    | neznačeno                                           |
| 8.  | Kukačka                 | 471           | 50°58′20″ s. š., 15°16′22″ v. d. | Bulovská pahorkatina    | neznačeno                                           |
| 9.  | Na Chatkách             | 465           | 50°52′35″ s. š., 15°10′26″ v. d. | Hejnická pahorkatina    | neznačeno                                           |
| 10. | Francův kopec           | 446           | 50°57′11″ s. š., 15°16′52″ v. d. | Hejnická pahorkatina    | neznačeno                                           |
| 11. | Podlesí                 | 446           | 50°53′38″ s. š., 15°05′11″ v. d. | Raspenavská pahorkatina | neznačeno                                           |
| 12. | Kamenný vrch            | 444           | 50°58′24″ s. š., 15°13′03″ v. d. | Bulovská pahorkatina    | zelená turistická značka · naučná turistická značka |
| 13. | Bulovský kopec          | 443           | 50°58′48″ s. š., 15°09′13″ v. d. | Bulovská pahorkatina    | neznačeno                                           |
| 14. | Řasný                   | 433           | 50°57′20″ s. š., 15°09′25″ v. d. | Bulovská pahorkatina    | neznačeno                                           |
| 15. | Webrův kopec            | 429           | 51°00′14″ s. š., 15°10′01″ v. d. | Bulovská pahorkatina    | neznačeno                                           |
| 16. | Lípovec                 | 428           | 50°57′35″ s. š., 15°10′36″ v. d. | Bulovská pahorkatina    | neznačeno                                           |
| 17. | Nad Zátiším             | 427           | 50°53′45″ s. š., 15°04′33″ v. d. | Raspenavská pahorkatina | neznačeno                                           |
| 18. | Hájky                   | 426           | 50°54′19″ s. š., 15°02′45″ v. d. | Raspenavská pahorkatina | neznačeno                                           |
| 19. | Vápenný vrch            | 424           | 50°53′35″ s. š., 15°08′07″ v. d. | Raspenavská pahorkatina | neznačeno                                           |
| 20. | Tisovec                 | 422           | 51°00′37″ s. š., 15°09′32″ v. d. | Bulovská pahorkatina    | neznačeno                                           |
| 21. | Mokrý vrch              | 420           | 50°56′50″ s. š., 15°08′06″ v. d. | Bulovská pahorkatina    | neznačeno                                           |
| 22. | Hraniční vrch           | 418           | 50°58′50″ s. š., 15°15′18″ v. d. | Bulovská pahorkatina    | neznačeno                                           |
| 24. | Ptačí vrch              | 406           | 50°54′18″ s. š., 15°02′14″ v. d. | Raspenavská pahorkatina | neznačeno                                           |
| 25. | Písečník                | 405           | 50°56′03″ s. š., 15°09′54″ v. d. | Raspenavská pahorkatina | neznačeno                                           |

## Seznam vrcholů podle prominence
Seznam vrcholů podle prominence obsahuje všechny hory a kopce s prominencí (relativní výškou) nad 100 metrů, bez ohledu na nadmořskou výšku. Takové jsou ve Frýdlantské pahorkatině 2. Nejprominentnější je Humrich (prominence 120 metrů), druhý je Pekelský vrch (109 metrů).
| #  | Vrchol        | Výška m n. m. | Promi- nence | Izolace (km)       | Souřadnice                       | Přístup   |
| -- | ------------- | ------------- | ------------ | ------------------ | -------------------------------- | --------- |
| 1. | Humrich       | 513           | 120          | 4,1 → Hřebenáč     | 50°58′18″ s. š., 15°10′13″ v. d. | neznačeno |
| 2. | Pekelský vrch | 487           | 109          | 1,9 → Svinský vrch | 50°53′39″ s. š., 15°10′02″ v. d. | neznačeno |